# Francesco Uberti
Francesco Uberti (Milano, 15 gennaio 1962) è un ex canoista italiano.
Ha gareggiato negli anni '80. Ha vinto una medaglia di bronzo ai Campionati Mondiali di Mechlen 1985 nel K-2 10000 m. in coppia con Daniele Scarpa. Uberti ha anche partecipato alle Olimpiadi di Los Angeles 1984 classificandosi 4º nel K-2 500 m e 6º nel K-2 1000 m, sempre con Scarpa.